# Прем (Илирска Бистрица)
Прем (словен. Prem, итал. Primano) је насељено место у општини Илирска Бистрица, Приморско-нотрањска регија, Словенија.

## Историја
До територијалне реорганизације у Словенији био је у саставу старе општине Илирска Бистрица.

## Становништво
У попису становништва из 2011. године, Прем је имао 156 становника.
| Број становника према пописима | Број становника према пописима | Број становника према пописима |
| ------------------------------ | ------------------------------ | ------------------------------ |
| 1991                           | 2002                           | 2011                           |
| 187                            | 184                            | 156                            |

## Галерија
- замак Прем
- унутрашњост замка
- замак, двориште
- пролаз
- бивша основна школа („народна школа“)
- Словеначка народна ношња из покрајинеНотрањска, из околине Према